# Ральф Едстрем
Ральф Едстрем (швед. Ralf Edström, нар. 7 жовтня 1952, Дегерфорс) — шведський футболіст, що грав на позиції нападника. На початку 1970-х двічі визнавався найкращим шведським футболістом року.
Насамперед відомий виступами за нідерландський ПСВ, а також національну збірну Швеції.
Дворазовий володар Кубка Швеції. Триразовий чемпіон Швеції. Дворазовий чемпіон Нідерландів. Дворазовий володар Кубка Нідерландів. Володар Кубка Бельгії. Чемпіон Франції. 

## Клубна кар'єра
Народився 7 жовтня 1952 року в комуні Дегерфорс. Вихованець футбольної школи місцевого клубу «Дегерфорс».
У дорослому футболі дебютував 1971 року виступами за команду клубу «Отвідабергс ФФ», в якій провів два сезони, взявши участь у 52 матчах чемпіонату. За цей час двічі виборював титул чемпіона Швеції.
Своєю грою за цю команду привернув увагу представників тренерського штабу клубу ПСВ, до складу якого приєднався 1973 року. Відіграв за команду з Ейндговена наступні чотири сезони своєї ігрової кар'єри. Більшість часу, проведеного у складі ПСВ, був основним гравцем атакувальної ланки команди. У складі ПСВ був одним з головних бомбардирів команди, маючи середню результативність на рівні 0,49 голу за гру першості.
Згодом з 1977 по 1983 рік грав у складі команд клубів «Гетеборг», «Стандард» (Льєж) та «Монако». Протягом цих років додав до переліку своїх трофеїв титул чемпіона Франції.
Завершив професійну ігрову кар'єру у шведському «Ергрюте», за команду якого виступав протягом 1983—1985 років.

## Виступи за збірну
1972 року дебютував в офіційних матчах у складі національної збірної Швеції. Протягом кар'єри у національній команді, яка тривала 9 років, провів у формі головної команди країни 40 матчів, забивши 15 голів.
У складі збірної був учасником чемпіонату світу 1974 року у ФРН, а також чемпіонату світу 1978 року в Аргентині.

## Титули і досягнення

### Командні
- Володар Кубка Швеції (2):

«Отвідабергс ФФ»: 1970–71
«Гетеборг»: 1976–77
- Чемпіон Швеції (3):

«Отвідабергс ФФ»: 1972, 1973
«Ергрюте»: 1985
- Чемпіон Нідерландів (2):

ПСВ: 1974–75, 1975–76
- Володар Кубка Нідерландів (2):

ПСВ: 1973–74, 1975–76
- Володар Кубка Бельгії (1):

«Стандард» (Льєж): 1980–81
- Чемпіон Франції (1):

«Монако»: 1981–82

### Особисті
- Найкращий шведський футболіст року (2):

1972, 1974
- Найкращий бомбардир чемпіонату Швеції (1):

1972